# Jürgen Nöldner
Jürgen Nöldner (n. 22 februarie 1941, Berlin, Germania Nazistă – d. 21 noiembrie 2022, Berlin, Germania) a fost un fotbalist german, medaliat olimpic. A participat la o ediție a Jocurilor Olimpice (1964) în care a câștigat o medalie de bronz.

## Participări
Lista de mai jos prezintă principalele competiții la care a participat Jürgen Nöldner de-a lungul carierei.
- football at the 1964 Summer Olympics[*]